# 海上保安應變隊
海上保安應變隊（英語：Maritime Security Response Team，簡稱：MSRT）是美國海岸防衛隊麾下唯一具備反恐作戰能力的一個特別單位，同時亦是隊內唯一具備在國外執行任務的反恐單位。

## 歷史

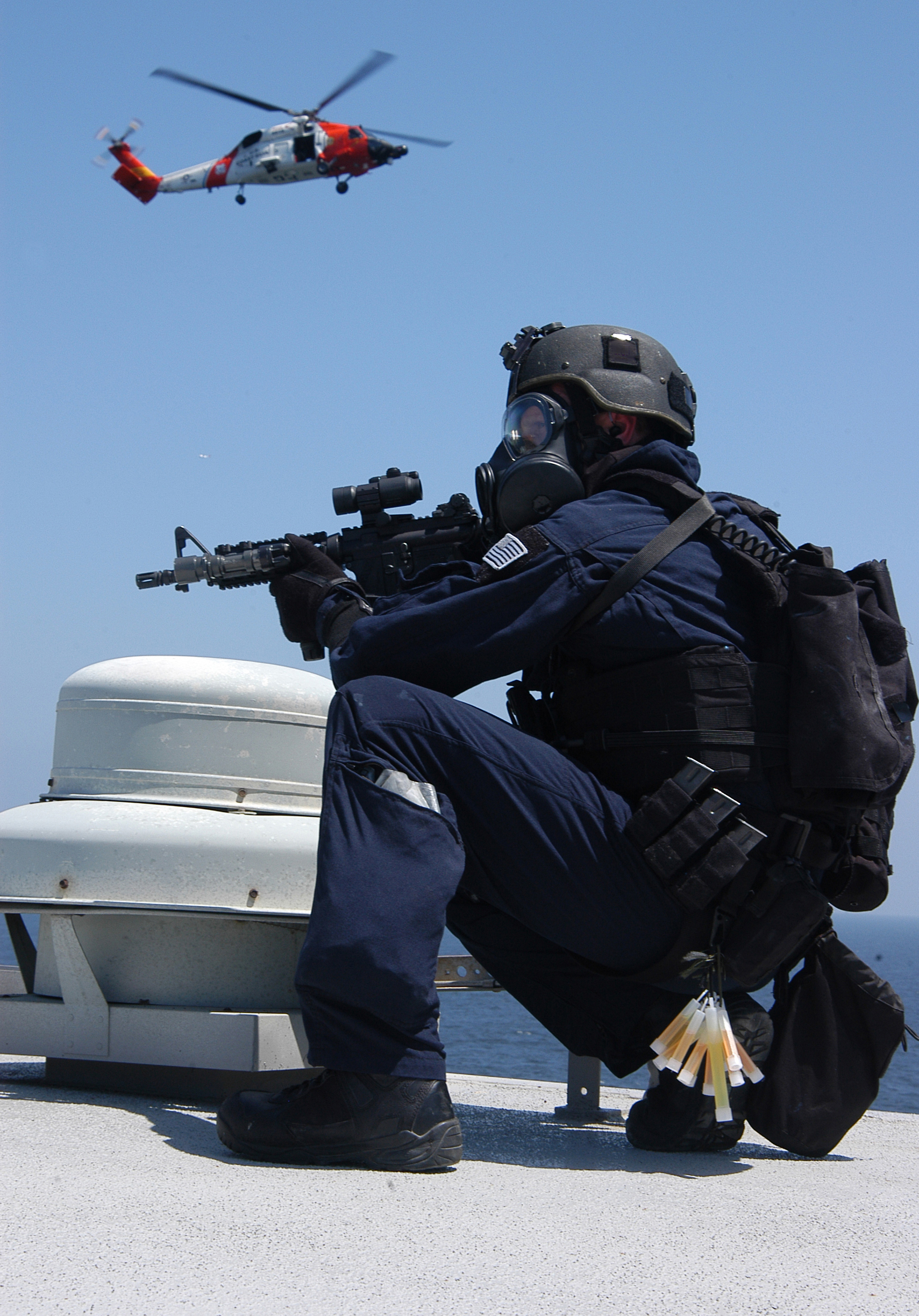
一名在墨西哥灣進行訓練的海上保安應變隊幹員，攝於2009年

911襲擊後，美國聯邦政府於翌年通過了2002年海上運輸安全法，導致國土安全部所屬的海岸防衛隊成立了海上安全和保安隊（英語：Maritime Safety and Security Team，簡稱：MSST），旨在保護國內的海港和水路。該部隊可為戰略航運、重要船隻和關鍵基礎設施提供水上和有限的岸上反恐防御能力，並能夠透過海陸空三棲進行全國性的快速部署。
於2004年，總部位於維吉尼亞州乞沙比克的第91102號海上安全和保安隊被併入北部戰術執法部隊（TACLET North）以組建“海上安全和保安增強隊”（英語：Enhanced Maritime Safety and Security Team，簡稱：EMSST）。後來於2006年，該部隊被重新命名為“海上保安應變隊”，成為海岸防衛隊唯一執行高風險作戰的反恐單位。
從2007—2013年期間，海上安全和保安隊和海上保安應變隊受到“可部署行動組”（DOG）所指揮，在該部門遭廢除後兩個單位改隸海岸防衛隊太平洋和大西洋地區司令部。

## 任務性質

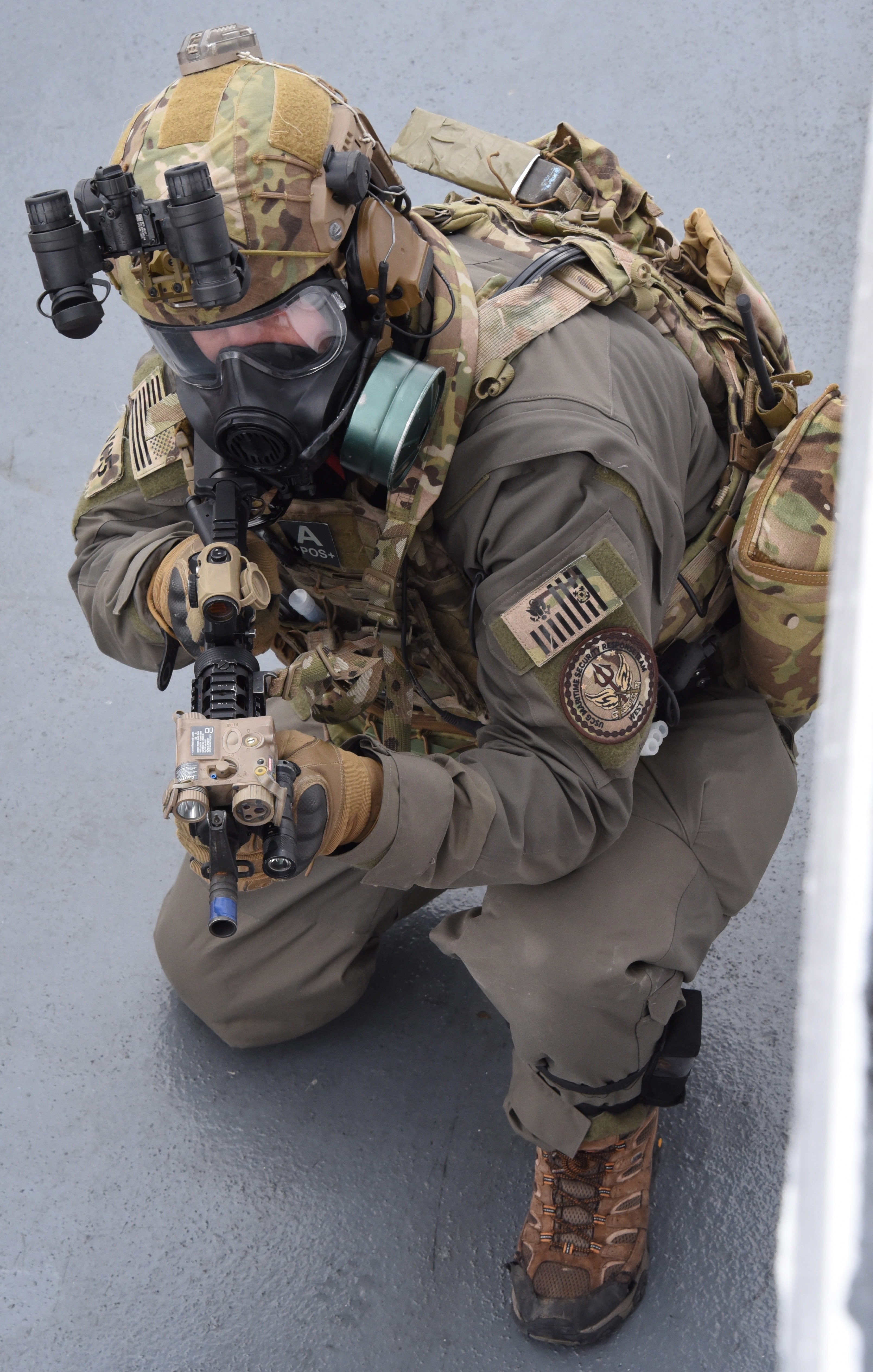
一名進行訓練中的海上保安應變隊幹員，攝於2019年

海上保安應變隊是美國海岸防衛隊傘下唯一具備針對敵方發起直接行動的反恐單位。它被訓練至執行以下任務：針對各種潛在或先發制人的恐襲威脅作出應對、對敵方武裝人員的保安行動或應對其違規的行為、戰術性地進入設施、進行沿岸反恐演練，以及把海岸防衛隊的反恐知識授予其他部隊。
儘管海上保安應變隊主要聚焦於國土安全和保安任務，它也能夠在海外快速部署，以應付各種事件。該部隊還會定期與各個聯邦執法機關以及特種部隊作聯合訓練。與他們有合作關係的部門包括：美國海軍三棲特戰隊、美國海軍直升機海上戰鬥中隊、美國海軍爆炸品處理部門、特別任務單位、美國特勤局、聯邦調查局、美國邊境巡邏隊戰術單位，以及美國海關及邊境保護局特别應變隊等。
海上保安應變隊的格言為（拉丁語："Nox Noctis est Nostri"），翻譯過來的意思為“黑夜是我們的”。這可在他們的部隊章上找到。
海上保安應變隊的專業項目包括：
- 反恐（CT）

- 直接行動（DA）

- 進階攔截（AI）

- 人質救援或人員奪回

- 小隊戰術

- 反擊

- 海上戰術執法

- 中到高風險登船作戰（III或IV級）

- 使用空中力量（AUF）

- 爆炸品偵察軍犬隊（K9）

- CBRNE（英语：CBRNE）

## 部隊編制

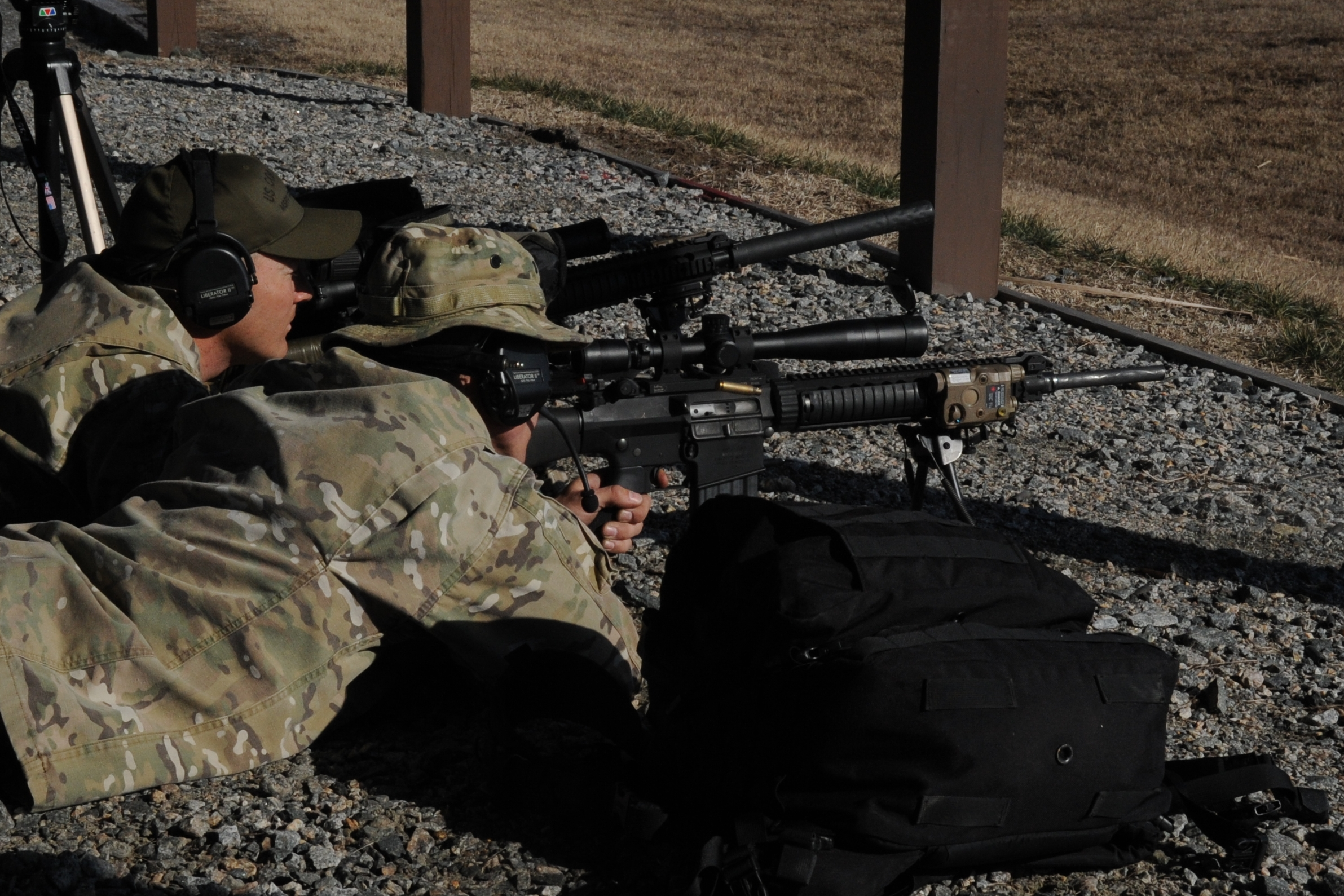
海上保安應變隊的精確射手

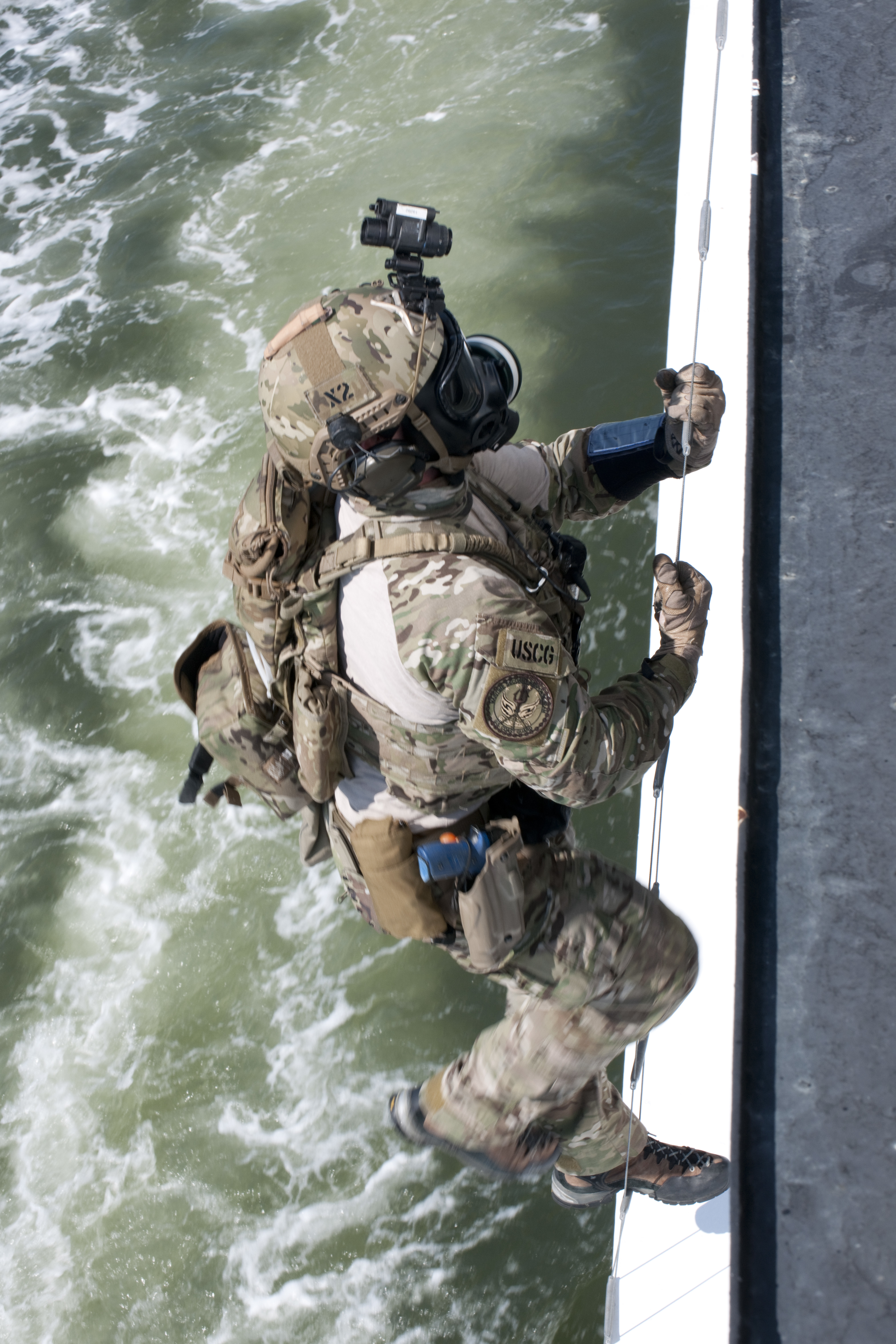
一名身穿多地形迷彩裝備的海上保安應變隊幹員

海上保安應變隊的突擊部隊是由“直接行動部門”（英語：Direct Action Section，簡稱：DAS）組成。DAS內的成員通常包括一名隊長、多名通訊人員、爆破人員、醫療人員、精確射手、觀察人員（狙擊手或觀察員），以及能夠適別CBRNE威脅的隊員。突擊隊員們都針對進階近身距離作戰以及進階戰鬥射擊進行著頻密的訓練。他們訓練有素，可以迅速和隱蔽地登上可疑船隻，並能夠透過在直升機上以快速遊繩或其他未公開的方式部署到天然氣和石油平台或其他陸上目標，以消滅敵方人員並確保目標的安全。
而戰術運送隊（英語：Tactical Delivery Team，簡稱：TDT）和快艇突擊部隊的隊員則接受過進階的船上運輸戰術，他們有能力以隱蔽的方式把直接行動部門或其他同行部隊送往目的地點執行任務。

## 已知裝備

### 個人武器

#### 突擊步槍
| 武器名稱            | 原產地 | 備註           |
| ------------------- | ------ | -------------- |
| Mk 18 Mod 0         | 美国   | -              |
| Geissele Super Duty | 美国   | 11.5寸槍管版本 |

#### 狙擊步槍
| 武器名稱   | 原產地 | 備註       |
| ---------- | ------ | ---------- |
| KAC SR-25  | 美国   | -          |
| M110 SASS  | 美国   | -          |
| 巴雷特M107 | 美国   | 反器材步槍 |

#### 霰彈槍
| 武器名稱  | 原產地 | 備註         |
| --------- | ------ | ------------ |
| 雷明登870 | 美国   | 主要用作破門 |

#### 手槍
| 武器名稱           | 原產地 | 備註 |
| ------------------ | ------ | ---- |
| SIG Sauer P229 DAO | 德国   | -    |
| 格洛克19 MOS       | 奥地利 | -    |

### 個人裝備
- 作戰服
  -  海藍色工作服（已退役）
  -  Crye Precision G2／G3作戰服（Multicam樣式）
- 戰術頭盔
  -  MICH-2000（已退役）
  -  Ops-Core FAST Ballistic（Multicam塗裝）
  -  Ops-Core FAST Maritime（Multicam、卡其色塗裝）
  -  Ops-Core FTHS（卡其色塗裝）
- 攜板背心
  -  Eagle Industries MMAC-R
- 夜視儀
  -  AN/PVS-31
- 抗噪耳機
  -  3M Peltor Comtac III
  -  3M Peltor Comtac V
- 無線電
  -  AN/PRC-152（英语：AN/PRC-152）
- 各種手榴彈

## 外部連結
- The USCG's Maritime Security Forces （页面存档备份，存于）
- 'The Night Is Ours:' Inside the Elite World of Coast Guard Ship-Boarding Teams （页面存档备份，存于）